# Service fédéral de protection
Le Service fédéral de protection, ou le Service de la garde fédérale (russe : Федеральная служба охраны, ФСО) de la fédération de Russie, nom officiel en anglais Federal Guard Service of the Russian Federation,  transcrit Federalnaya Sluzhba Okhrany (FSO), est une agence du gouvernement fédéral chargée des tâches liées à la protection de plusieurs hauts fonctionnaires de l'État, mandatée par la loi pertinente, notamment le Président de la Russie, ainsi que certaines propriétés fédérales. Son origine remonte à la neuvième direction générale du KGB de l'URSS et plus tard au service de sécurité présidentiel (SBP) dirigé par le général du KGB Alexandre Korjakov.
Le 27 mai 1996, la loi « Sur la protection de l'État » a réorganisé le GUO (Glavnoye Upravlenie Okhrani) en FSO (Service fédéral de protection). Aux termes de l'article 7 de la loi, « le président de la fédération de Russie, tant qu'il est en fonction, n'est pas autorisé à renoncer à la protection de l'État ».
Le FSO comprend le service de sécurité présidentiel russe.  La sécurité personnelle de ce président est dirigée par Viktor Zolotov qui, selon Sergueï Tretiakov (en), supervise également l'ensemble du FSO . Le FSO comprend environ 50 000 hommes et contrôle la boîte noire qui peut être utilisée en cas de guerre nucléaire. Il utiliserait des développements techniques nationaux avancés. 

## Structure et commandement
Depuis le 18 mai 2000 et jusqu'au 26 mai 2016, l'agence est dirigée par le général Evgueni Mourov ; depuis le 26 mai 2016, le chef du service est le général Dmitry Kotchnev. Le FSO compte environ 50 000 personnes en uniforme ainsi que plusieurs milliers de personnes en civil et contrôle le Tcheguet qui peut être utilisé en cas de guerre nucléaire mondiale. Il exploite également un système de communication sécurisé pour les hauts fonctionnaires. Le FSO est une institution puissante dotée d'un éventail de droits et de pouvoirs, notamment le droit de procéder à des perquisitions et à une surveillance sans mandat, de procéder à des arrestations et de donner des ordres à d'autres agences de l'État.

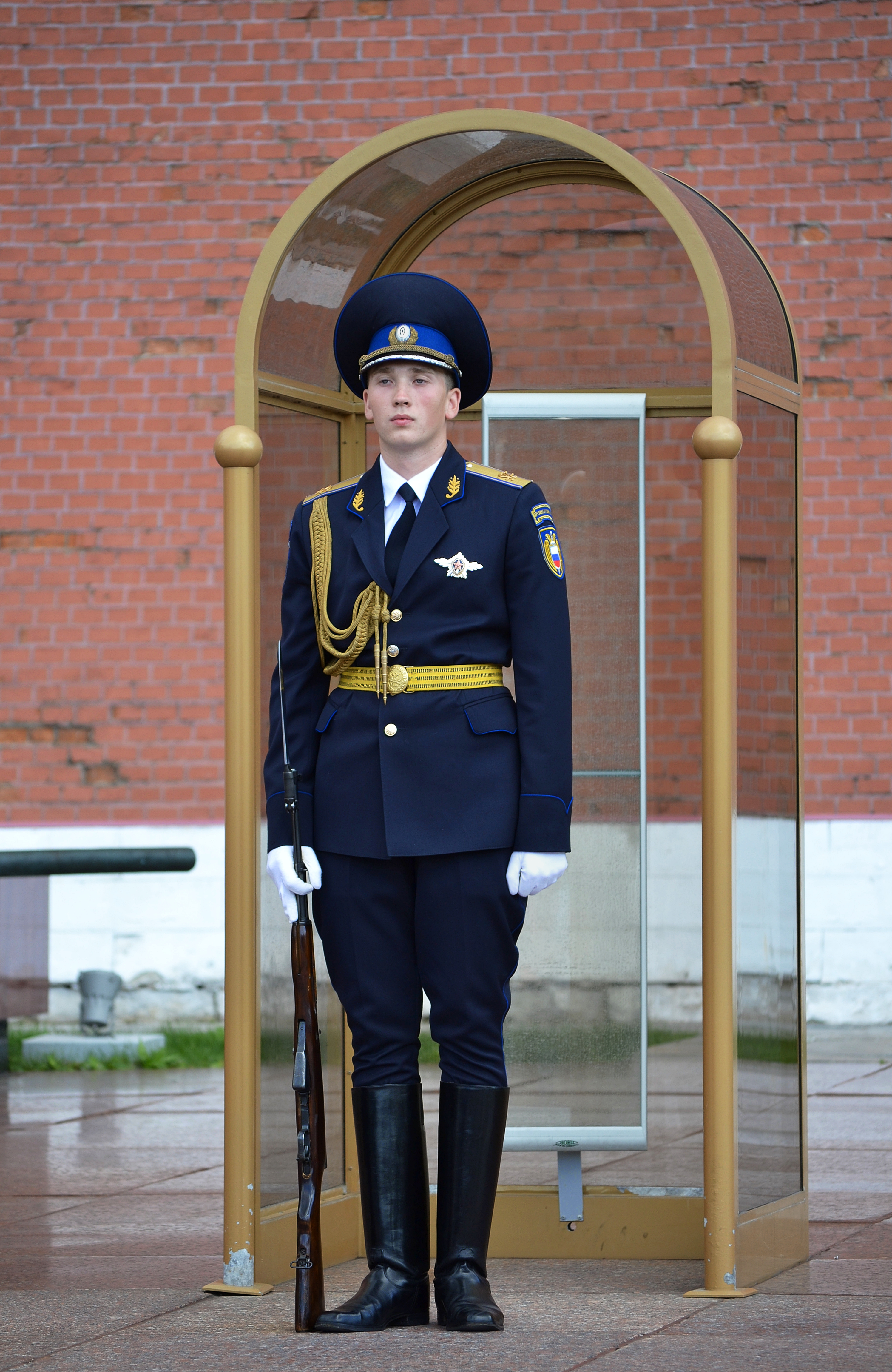
Un soldat du régiment du Kremlin en au poste n° 1 (Tombe du soldat inconnu).

L'OFS est organisé autour des services suivants :
- Direction (directeur, adjoints)
- Service de sécurité présidentiel
- Service de sécurité
- Bureau du commandant du Kremlin de Moscou
  - Régiment du Kremlin
    - QG du régiment
    - Orchestre présidentiel de la fédération de Russie
    - 1er bataillon
    - 2e bataillon
    - 3e bataillon
    - Bataillon d'escorte de cavalerie présidentielle
    - 4e bataillon de réserve opérationnelle
- Service spécial des communications de Russie
- Service d'assistance technique
- Service d'entretien ménager
  - Garage à usage spécial
- Service administratif
- Service de sécurité dans le district fédéral du Nord-Ouest ( Saint-Pétersbourg )
- Service de sécurité dans le Caucase (Sotchi)
- Service de sécurité en Crimée (Simferopol)
- Bureau de la subordination centrale
- Unités du FSO dans les résidences officielles
- Bureau des communications spéciales et de l'information dans les districts fédéraux
  - Centres de communications et d'informations spéciales
- Centres de communication spéciaux
- Établissements d'enseignement et de recherche, entreprises unitaires fédérales
  - Académie du Service fédéral de sécurité de Russie (Orel)
- Centre de relations publiques

L'une des unités du FSO est le Régiment du Kremlin. Un ajout plus récent à l'infrastructure du FSO est le Service spécial des communications de Russie qui est incorporé en tant que sous-unité structurelle le 7 août 2004.

## Histoire des services de protection fédéraux
- Département spécial du VChK College
- Département spécial du GPU
- Département spécial du Collège OGPU - décembre 1929
- 5e département (sauvegarde spéciale) d'Operod, SOU OGPU, janvier 1930 - mars 1931
- 5e département (sauvegarde spéciale) d'Operod, SOU OGPU, mars-juin 1931
- 4e département d'Operod, OGPU, juin 1931
- Opérade de l'OGPU
- Division opérationnelle (Operod) du GUGB NKVD URSS, juillet 1934 - novembre 1936
- Division de la sauvegarde par GUGB NKVD URSS, décembre 1936 - juin 1938
- Département du commandant du Kremlin de Moscou, NKVD URSS
- 1re division du 1er département par NKVD URSS, juin-septembre 1938
- 1re division du GUGB
- 1re division du NKGB
- Département du commandant du Kremlin de Moscou, NKGB URSS
- 1re division du NKVD
- Département du commandant du Kremlin de Moscou, NKVD URSS
- Sixième département du NKGB URSS, avril 1943 - mars 1946
- Département du commandant du Kremlin de Moscou, NKGB URSS
- Sixième département du MGB URSS, mars-avril 1946
- Département de sauvegarde no 1, MGB, avril-décembre 1946
- Département de sauvegarde no 2, MGB, avril-décembre 1946
- Département du commandant du Kremlin de Moscou, MGB URSS, décembre 1946
- Siège de la sauvegarde, MGB URSS, décembre 1946 - mai 1952
- Département de sauvegarde, MGB, mai 1952
- Neuvième département du MVD URSS, mars 1953 - mars 1954
- Dixième département du MVD URSS, mars 1953 - mars 1954
- Neuvième département du KGB par SM URSS, mars 1954 -
- Dixième département du KGB par SM URSS, mars 1954 -
- Quinzième département du KGB par SM URSS
- Neuvième département du KGB URSS
- Quinzième département du KGB URSS
- Service de sauvegarde, KGB URSS
- Département de la sauvegarde par le président de l'URSS
- Administration principale de protection (GUO - Glavnoye Upravlenie Okhrani) (1992–1996)
- Service fédéral de protection (FSO) (1996 à aujourd'hui) [6].

## Liste des dirigeants

### Chefs de la GUO/Directeurs de l'FSO
- Vladimir Redkoborody (1991 - juin 1992)
- Mikhail Barsukov (en) (12 juin 1992 - 24 juillet 1995)
- Youri Krapivine (24 juillet 1995 - 18 mai 2000)
- Yevgeny Murov (en) (18 mai 2000 - 26 mai 2016)
- Général Dmitry Kochnev (depuis le 26 mai 2016) [7]

### Directeurs adjoints du FSO
- Oleg Klimentyev (premier directeur adjoint depuis 2015)
- Vladimir Belanovsky - Chef des services des communications spéciales et de l'information
- Alexey Rubezhnoy - Chef du service de sécurité présidentiel
- Victor Tulupov
- Général de division Sergey Udovenko - Commandant du Kremlin de Moscou [8]